# درودگری ۱۸۵۲
سیارک ۱۸۵۲ (به انگلیسی: 1852 Carpenter، نامگذاری:1955GA) هزار و هشتصد و پنجاه و دومین سیارک کشف شده‌است که در ۱ آوریل ۱۹۵۵ کشف شد.
قدر مطلق سیارک برابر ۱۱٫۱۰ است.